# Iglesia del monasterio de San Benito el Real
La iglesia de San Benito el Real, de la orden benedictina, es uno de los templos más antiguos de Valladolid.
Fue erigida sobre el antiguo Alcázar Real de Valladolid y está realizada en estilo gótico, aunque la fachada en forma de torre pórtico es posterior. La fachada fue diseñada por Rodrigo Gil de Hontañón en 1569. Originalmente, esta torre poseía bastante más altura por la existencia de otros dos cuerpos para el campanario, que se encontraban sobre los actuales, y que fueron derribados en el siglo XIX por amenazar ruina.

## Historia

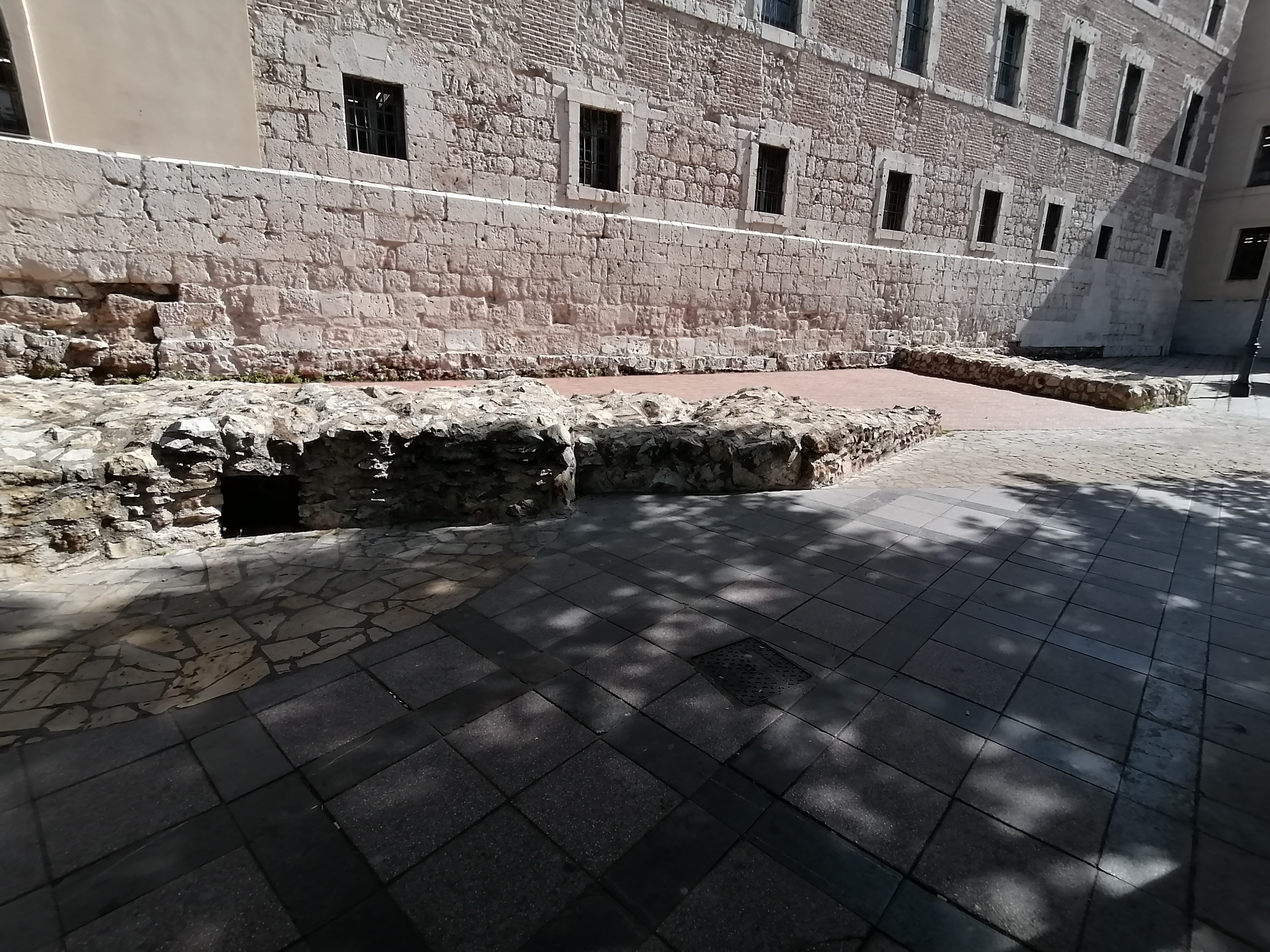
Vestigios de la muralla de Valladolid del - en el monasterio de San Benito, antiguo alcazarejo. Fue destruido en 1704 para la edificación de la Hospedería del Monasterio de San Benito el Real.

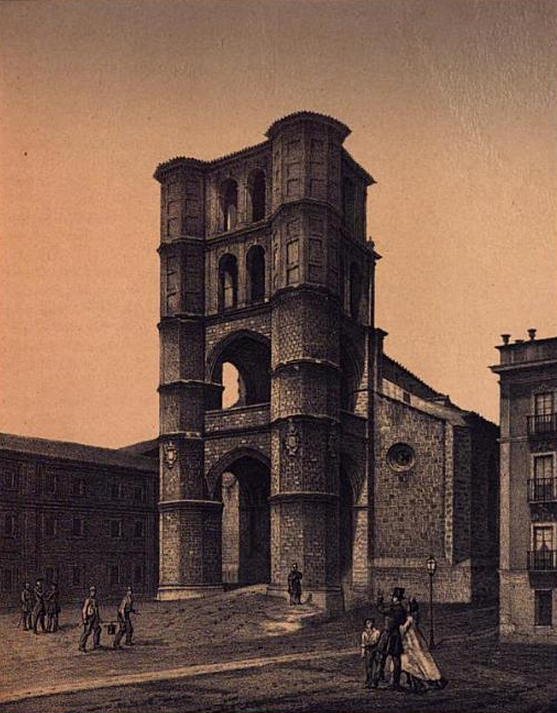
Dibujo que representa cómo era la iglesia antes de la demolición, en el, de dos cuerpos superiores del campanario.

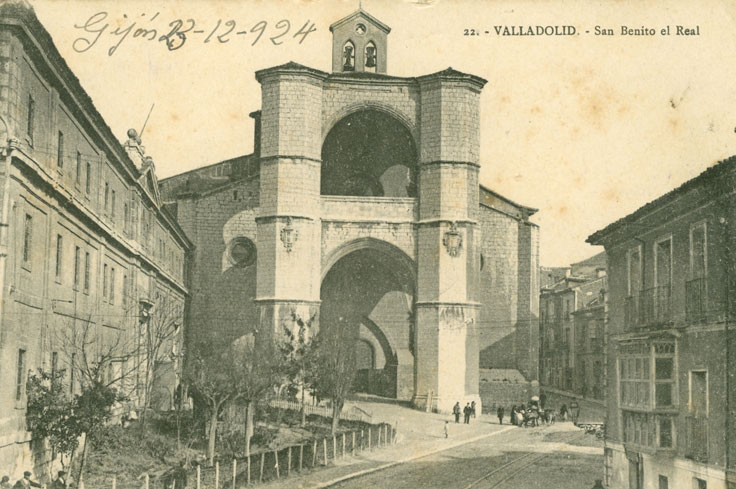
Postal antigua del edificio en 1924.

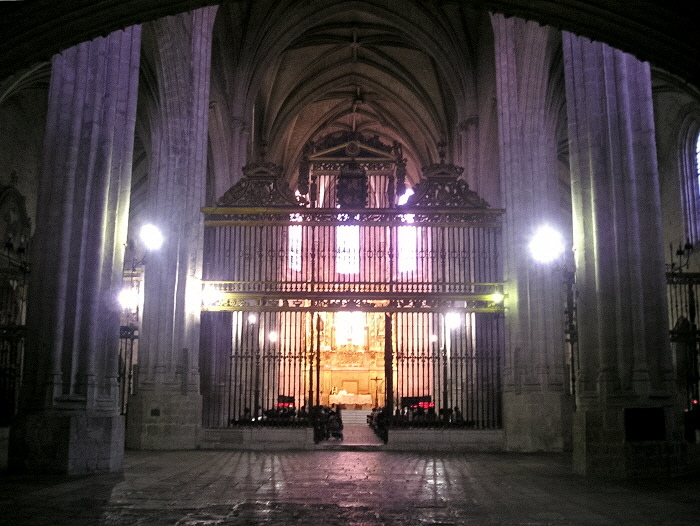
Interior desde los pies, con la reja.

La iglesia fue edificada entre 1499 y 1515, siguiendo planos de Juan de Arandia y García de Olave. Está totalmente edificada en piedra.
Se organiza mediante tres naves, que rematan en tres ábsides poligonales y no existe crucero. Las naves laterales son muy altas y su diferencia de altura con la central es escasa, por lo que podemos decir que esta iglesia sigue la tipología de iglesia-salón, muy difundida en la primera mitad del siglo XVI, creando edificios de una interesante y grandiosa espacialidad como el que nos ocupa.
La iluminación se resuelve a partir de grandes huecos, que se abren el la pared de la nave lateral del lado de la Epístola y en los ábsides. Originalmente, también existieron algunos huecos en la nave central, tapados a raíz de la elevación de los tejados hacia 1580. En el tramo de los pies se encuentra el coro alto, que abarca las tres naves de la iglesia.
Por el exterior, el edificio posee recios muros de piedra caliza (extraída de canteras cercanas a Valladolid, como Villanubla, Zaratán o Campaspero) y grandes ventanales que iluminan el espacioso interior. Las fachadas laterales se articulan mediante contrafuertes que contrarrestan los empujes de las bóvedas de crucería con terceletes con las que se cubre en el interior. Los pilares que dividen las naves son baquetonados. Puede observarse que los tramos más cercanos a la cabecera presentan capiteles y cornisas decorados, algo que desaparece en los tramos de los pies, más austeros. Esto puede ser debido a la búsqueda de un presupuesto más económico conforme avanzaban las obras, empezadas por la cabecera, a la usanza medieval.
Teniendo en cuenta que la orden benedictina tenía entonces mucho poder y siendo esta su casa principal en Castilla, la iglesia atesoraría obras de arte de gran calidad.
Responsable actual (Prior): Rvdo. P. D. Antonio Jesús Benéitez Domínguez, OCD.

## Valor artístico

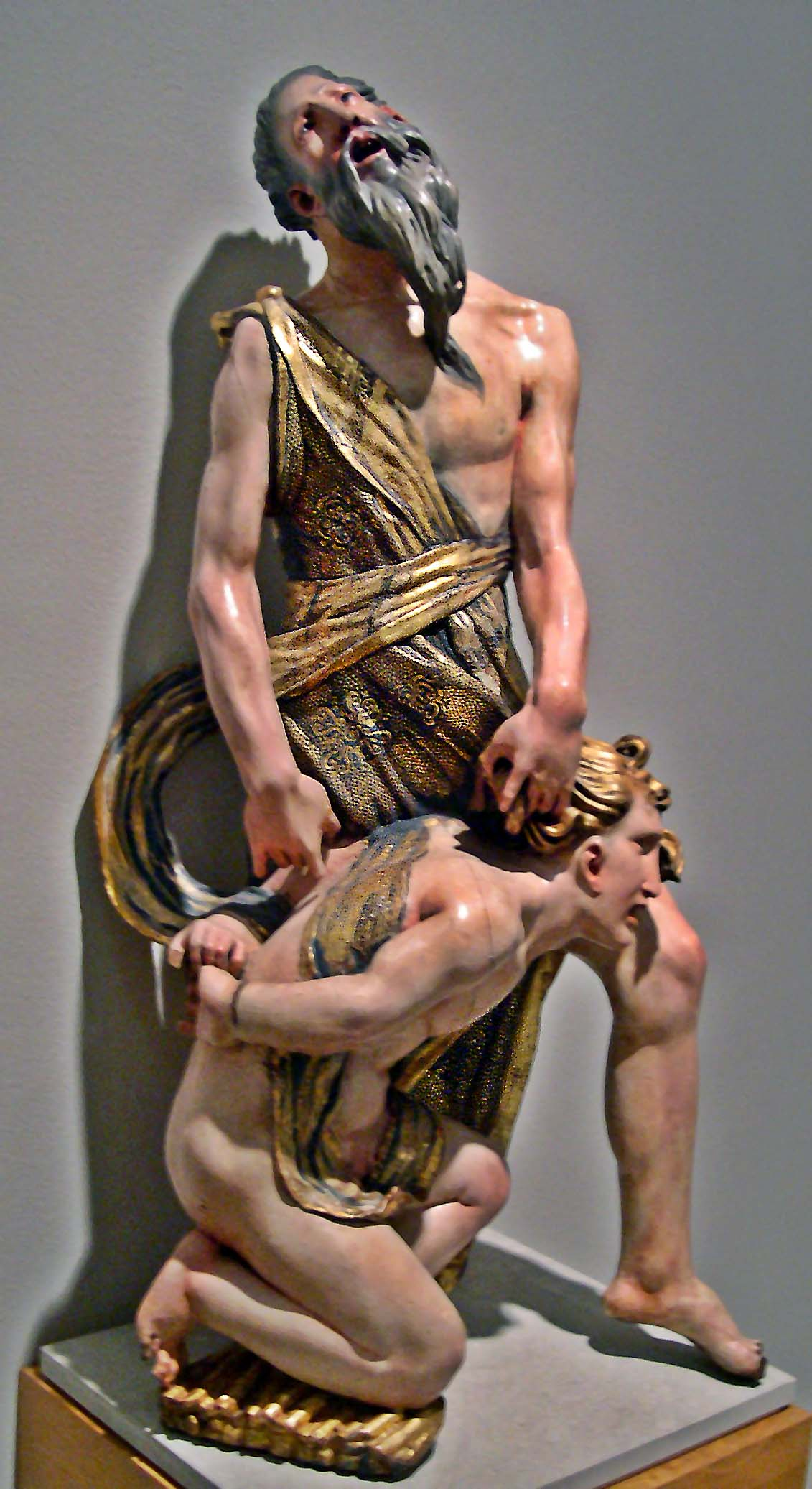
Escultura del Sacrificio de Isaac por Alonso Berruguete. Esta escultura formaba parte del Retablo de la Iglesia. Esta obra y el retablo se encuentra en la actualidad en el Museo Nacional de Escultura en Valladolid.

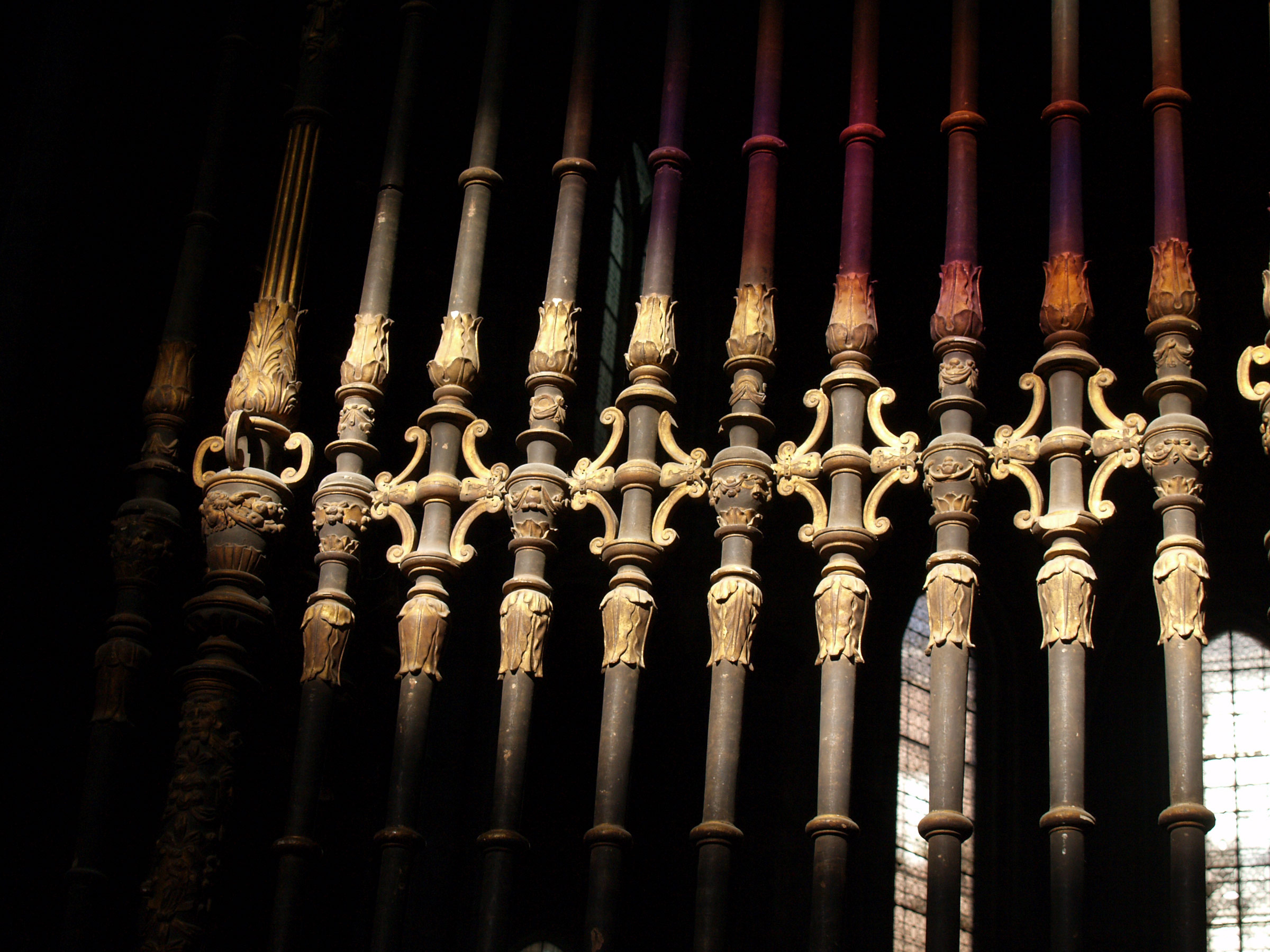
Detalle de la reja.

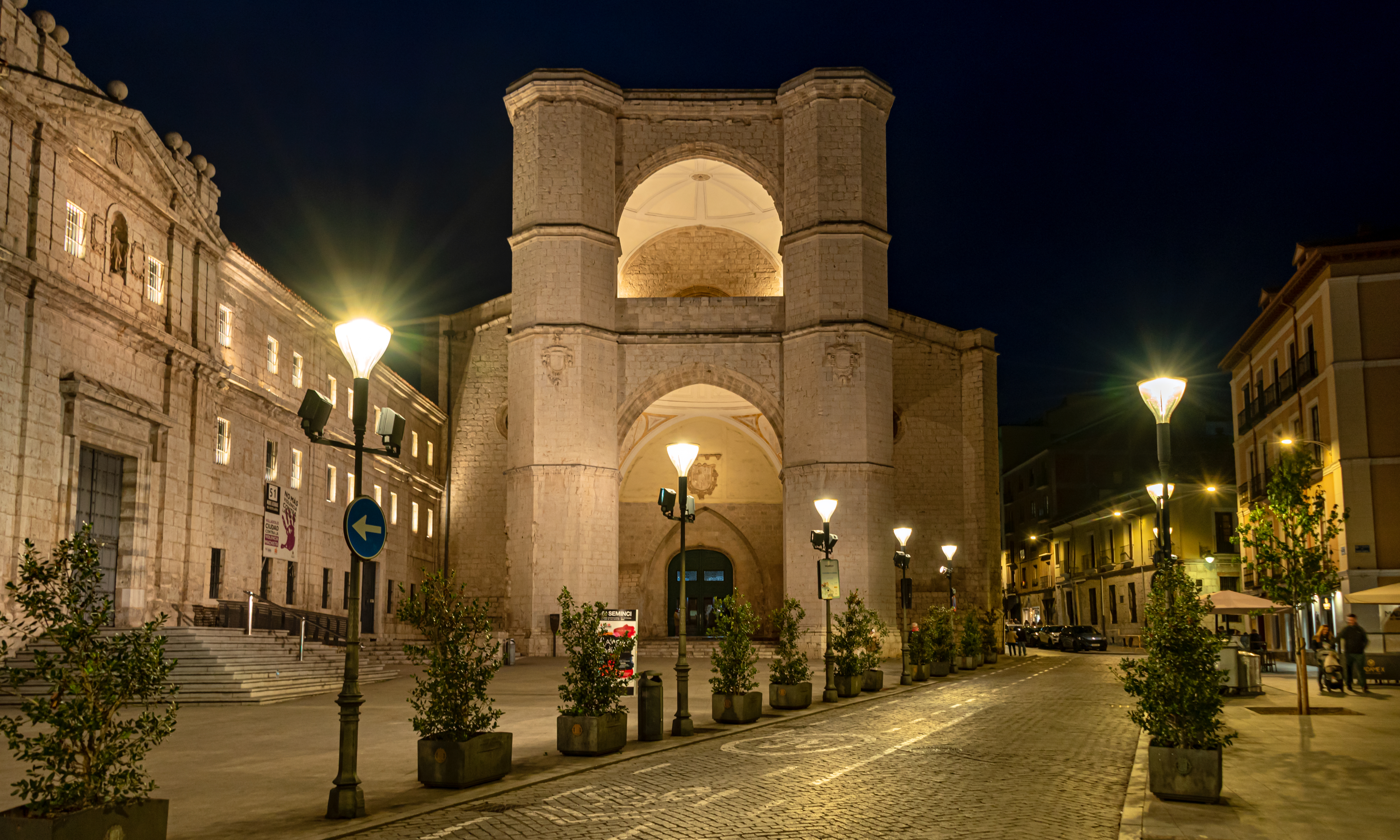
San Benito de noche.

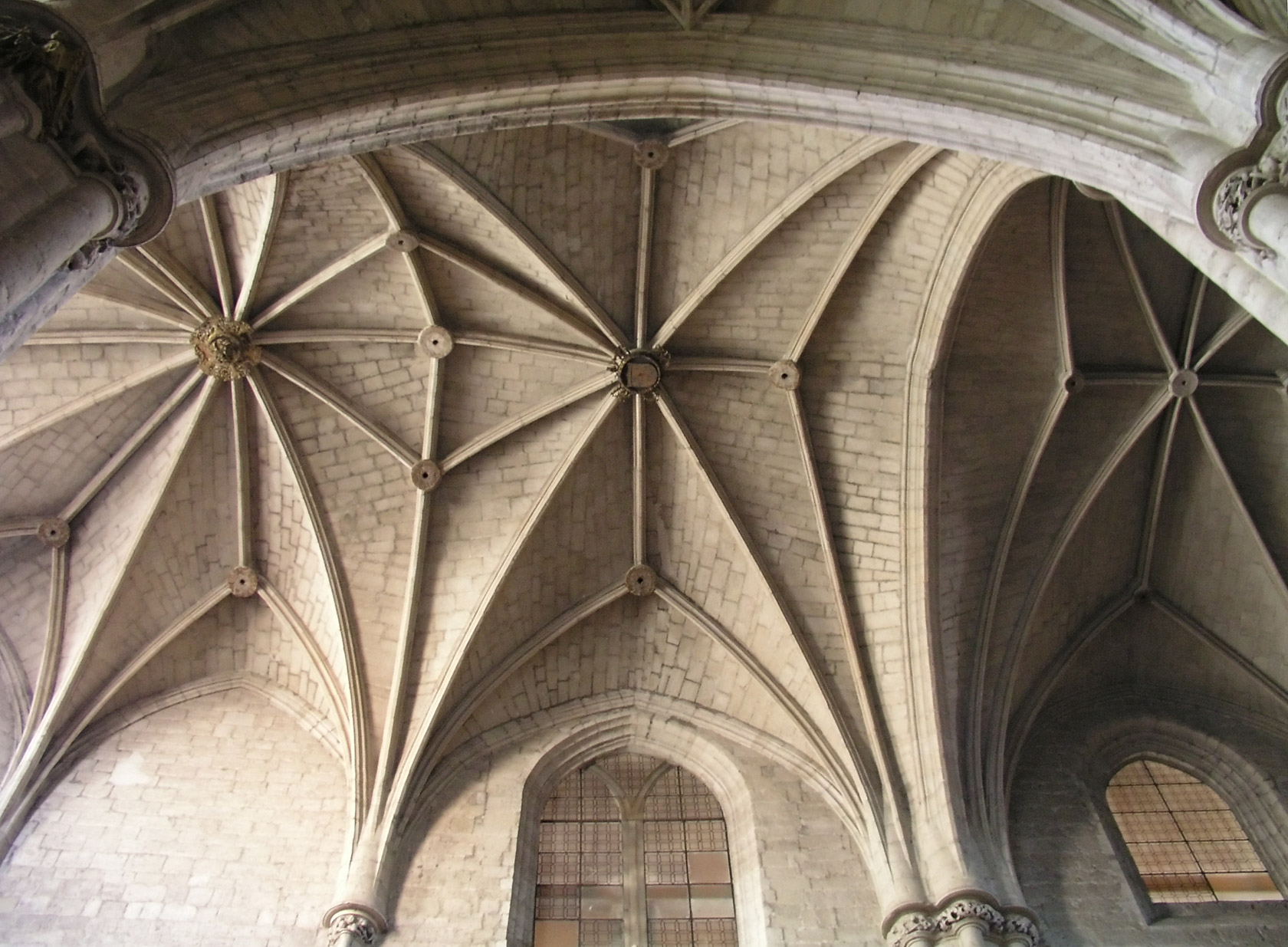
Bóveda de San Benito.

Entre los tesoros que se encontraban en la iglesia cabe destacar el Retablo de San Benito el Real de Valladolid y la sillería, que se encontraba en la nave central.
En cuanto a la sillería del coro, esta fue construida por Andrés de Nájera y terminada en 1528. Posee sillas bajas y altas y se disponía en la nave central. El destino de esta sillería era servir para las reuniones anuales de abades de los monasterios castellanos de la orden benedictina, que tenían lugar en esta iglesia. Así, en los respaldos de las sillas altas, aparecen los santos a los que estaban advocadas las distintas casas benedictinas españolas, pudiendo encontrar cada abad fácilmente su asiento gracias a la imagen del respaldo. El estilo de la sillería es el plateresco. 
El nuevo estilo a lo Romano proveniente de Italia estaba ya entrando en España. Aparecen decoraciones que tienen su base en las pinturas de la Domus Aurea de Roma y que en aquel momento se estaban descubriendo y eran estudiadas por todos los artistas que tenían oportunidad de ello. Las imágenes de santos también han abandonado totalmente las formas góticas y debido a su belleza y proporciones estudiadas se percibe en ellas el latir del humanismo. La calidad de la escultura es muy alta y muchos autores afirman que esta es una de las mejores sillerías existentes en España.
En 1571 se asentó la reja que abarca las tres naves y divide transversalmente la iglesia en dos partes jerarquizadas: la de los pies, destinada al pueblo llano, y la de la cabecera, destinada a los monjes. La reja es obra de Tomás Celma y es una estimable muestra de la rejería de aquel momento.
Además del retablo y la sillería se encontraban en la iglesia otras obras de arte de gran valor: pequeños retablos, sepulcros, órganos, etcétera.
Después de la desamortización de Mendizábal en 1835, el monasterio se transformó en fuerte y en cuartel, cerrándose al culto la iglesia, que fue despojada de las obras de arte que poseía. Por suerte, conservamos la sillería y gran parte del retablo mayor en el Museo Nacional Colegio de San Gregorio de Valladolid. La reja es lo único que se quedó en la iglesia y no sufrió apenas daños. A partir de mediados del siglo XIX, muchas voces piden la reapertura de la iglesia; y finalmente se logra en 1892, estando encargada del culto la Venerable Orden Tercera del Carmen. Desde 1897 es la Orden del Carmen Descalzo la que se hace cargo de la iglesia. En 1922 se instala un nuevo retablo mayor barroco, procedente de la Catedral de Valladolid después de instalarse en aquella el actual de Juan de Juni.
Adosado a la iglesia se encuentra el gran edificio monacal, que cuenta con tres claustros, uno de ellos el conocido Patio Herreriano, hoy museo de arte contemporáneo, y una fachada principal manierista diseñada por Juan del Ribero Rada.